# 一二·一事件

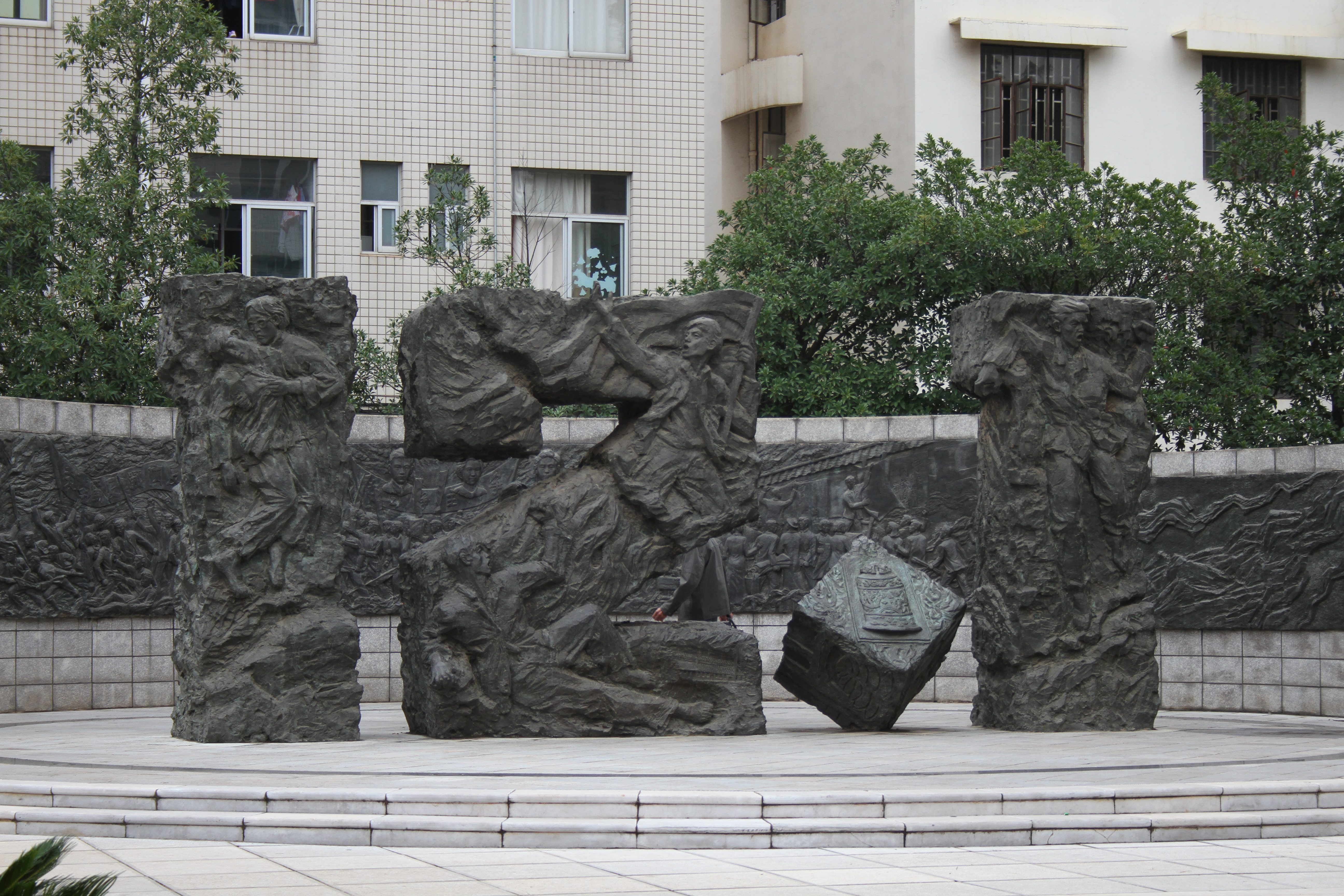
西南联大旧址内的一二·一运动纪念墙

一二·一事件是1945年云南昆明西南聯合大學、雲南大學、中法大學等校學生及教授所發起的反內戰罷課示威，最後演變為流血事件。

## 历史
1945年11月19日，中國共產黨在重慶成立反內戰聯合會。
11月25日西南聯合大學學生與吴晗、錢端升、費孝通等教授（均為中国民主同盟成員）發起學運，並策動雲南大學、中法大學、英語專科學校的「學生自治會」，聯合在西南聯大圖書館前廣場進行「時事晚會」，期間周新民、錢端升、伍啟元、費孝通、潘大逵（錢端升、伍啟元名义上為中国国民党成員，实则是中国共产党党员）等人先後進行演說，號召各大學學生總罷課。未料，部分學生商討反罷課，雙方爆發叫囂毆打。
11月30日，在代省主席李宗黃的授意下，昆明第二軍官總隊學員在按原定計畫前往大觀樓參觀時，遭到該校學生磚塊攻擊，引發雙方言語衝突，軍官總隊隨即以書面交涉，未獲正面答覆。
12月1日，軍官總隊集體前往西南聯大師範學院接受學生質詢，突然間失業軍人陳奇達向群眾投擲手榴彈，造成流血傷亡事件。隨後，有人衝擊了西南聯合大學、聯大新校舍、西南聯大工學院和雲南大學，造成于再、潘琰、李魯連、張華昌四名學生死亡，11名學生重傷，14名學生輕傷。

## 事後

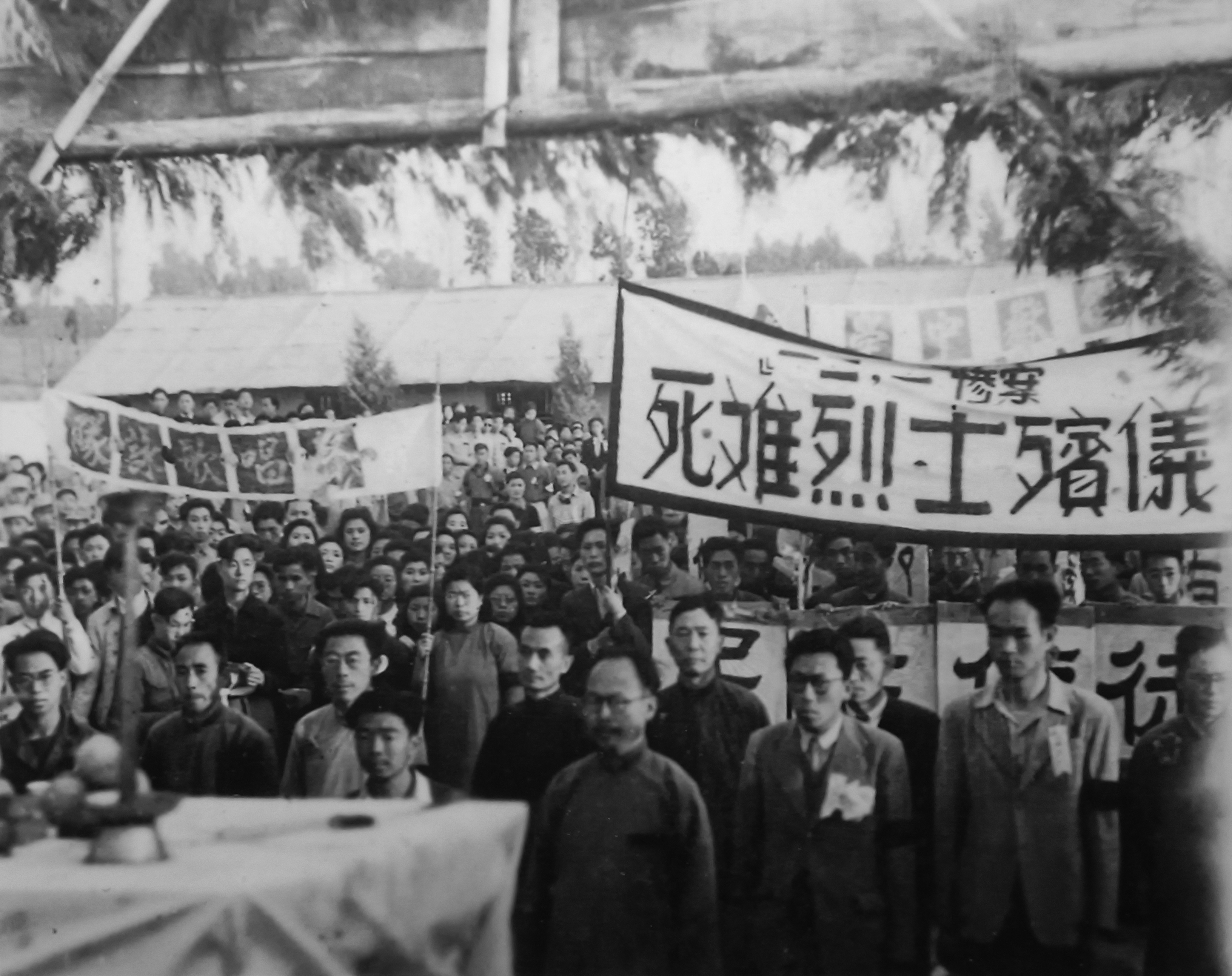
“一二·一”四烈士公葬仪式

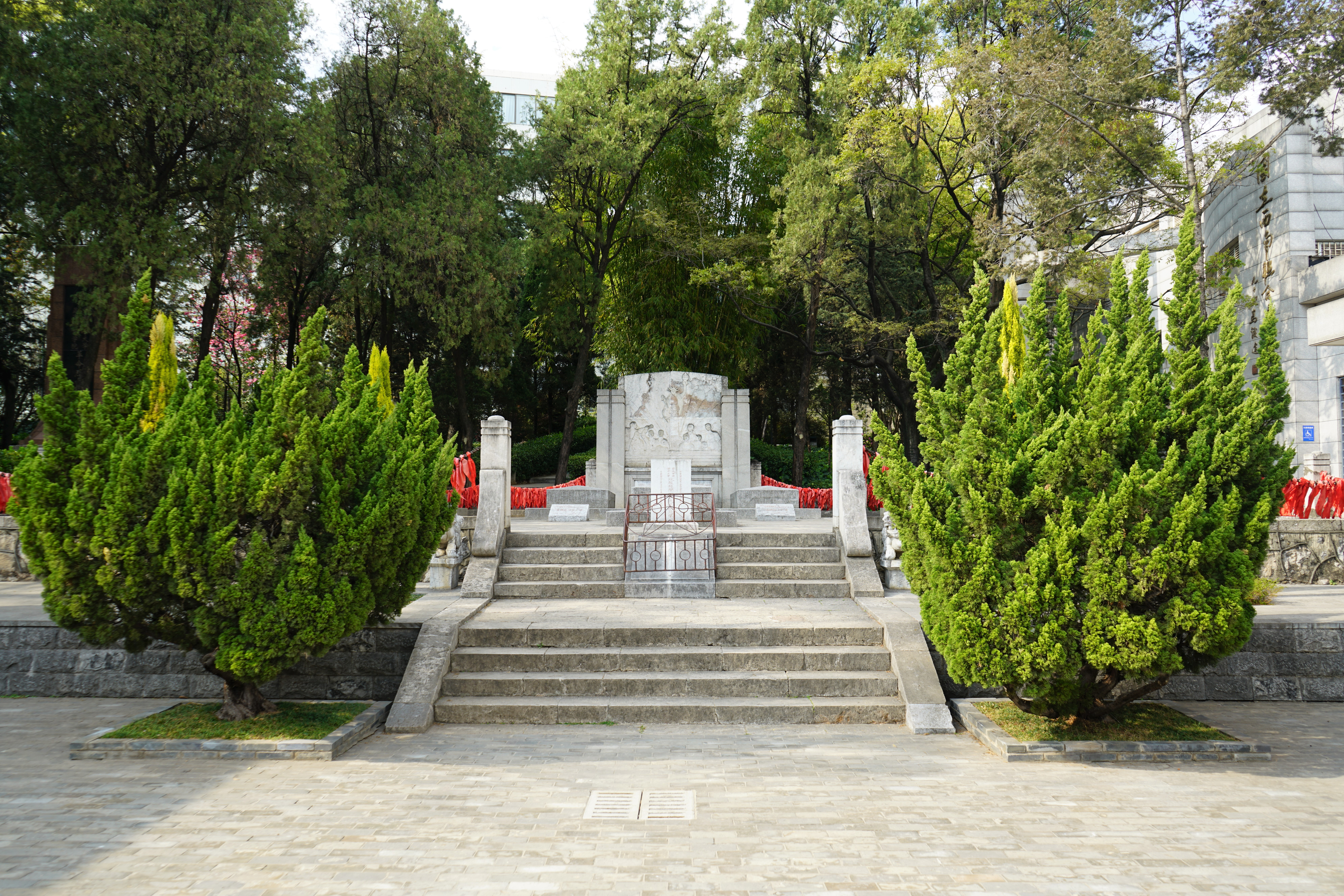
西南联大旧址内的一二·一运动四烈士墓

昆明學生发表声明要求严惩惨案的元凶关麟征和李宗黄，以「特務殘殺學生」為口號，成功發動全市各校總罷課。
雲南省政府當局稱投擲手榴彈的兇手陳奇達為共產黨策劃行事，後死刑確定。
事後沈鈞儒、鄧初民、張東蓀、羅隆基、史良、章乃器等民盟人士，開始在重慶、上海、南京等地舉行追悼會，並藉由流血事件策動當地學潮。
1945年上海聖約翰大學學生成幼殊作詞，錢大衛作曲的《安息吧，死難的同學》即《安息歌》，為紀念在一二·一運動中死難的學生所作。在國共內戰期間傳唱，由於學生工作委員會在台灣各地發展，也傳唱到台灣校際間。台灣白色恐怖時期，當時軍法處執行槍決的清晨，女監常會有人唱《安息歌》替死難者送行。